# 德魯熱柳比夫卡 (新特羅伊齊克區)
46°11′4″N 34°3′1″E / 46.18444°N 34.05028°E
德魯熱柳比夫卡（烏克蘭語：Дружелюбівка）是位於烏克蘭南部的村莊，由赫爾松州海尼切斯克區的新特羅伊齊克市鎮負責管轄。該村始建於1906年，面積99.6平方公里，海拔高度11米，2001年人口278，人口密度每平方公里2.8人。